# Sergio Suffo
Sergio Suffo, vollständiger Name Sergio Fabián Suffo Félix (* 22. Februar 1986 in Montevideo) ist ein uruguayischer Fußballspieler.

## Karriere
Der nach Angaben seines Vereins 1,68 Meter große, Terminator genannte Abwehrspieler stand bereits von 2006 bis 2010 in Reihen des Club Atlético Cerro, wobei er mindestens seit der Apertura 2008 dem Kader der in der Primera División antretenden Ersten Mannschaft angehörte. In den Saisons 2007/08 und 2010/11 lief er in insgesamt 56 Ligapartien auf und absolvierte 2010 auch eine Begegnung des Copa Libertadores-Wettbewerbs. Nach einer Zwischenstation bei AC San Martín de Mendoza im ersten Halbjahr 2011, bestritt er in der Clausura 2011 vier Spiele für den paraguayischen Verein Sol de América.(Stand: 2. Oktober 2011) Andere Quellen nennen für den Club sechs Einsätze in der Liga im Jahr 2011. Seit 2012 war er wieder für Cerro aktiv. Bei den Montevideanern kam er für die Reserve (Tercera) zum Einsatz, nahm aber auch aktiv an sieben Ligapartien der Spielzeit 2012/13 teil. Nach der Spielzeit wurde vermeldet, dass er den Verein verlässt. Er schloss sich dem Zweitligisten Club Atlético Atenas in San Carlos an. Dort absolvierte er in der Apertura der Saison 2013/14 neun Spiele in der Segunda División und erzielte drei Tore. Anschließend wurde er jedoch zur Clausura als Abgang geführt. Weitere Karrierestationen sind bislang nicht verzeichnet.